# 道頓堀よ、泣かせてくれ! DOCUMENTARY of NMB48
『道頓堀よ、泣かせてくれ! DOCUMENTARY of NMB48』（どうとんぼりよ、なかせてくれ ドキュメンタリー オブ エヌエムビーフォーティーエイト）は、2016年の日本のドキュメンタリー映画。女性アイドルグループ・NMB48初のドキュメンタリー映画。

## 概要
原発事故で避難を余儀なくされた人々を追った社会派ドキュメンタリー映画『フタバから遠く離れて』などを手がけベルリン国際映画祭に5作連続で招待されている舩橋淳監督が、初めてアイドルを題材に作品を手がけた。
今回監督を引き受けるまでアイドルについて全然知らなかったという舩橋は、NMB48というグループ、ひいてはアイドルについて外部からとらえようという視点で製作しており、ファンには当たり前のシステムについてもナレーションで丁寧に説明をすることによって、「女性アイドル不毛の地」とも言われた大阪に誕生したNMB48の、2010年秋の第1期生オーディションから製作当時に至るまでの5年間の記録をインタビューを交えて振り返る構成となっている。
主として山本彩、矢倉楓子、沖田彩華、須藤凜々花の4人に焦点を当てており、須藤がニーチェやJ・S・ミルの言葉を引用した「アイドル哲学問答」を朗読する劇映画的な場面があるほか、次期エースと目される矢倉と白間美瑠の対決にスポットが当てられ、白間とライバルと見なされることに対して複雑な思いがある矢倉の正直な気持ちが吐露されている。また、選抜メンバーになかなか抜擢されない「非選抜メンバー」の沖田をフィーチャーしており、沖田のファンらが握手会でNMB48劇場支配人の金子剛に直訴する場面も出てくるほか、映画のほぼ最後の場面ではこれまでシングル選抜に一度も入ったことがない沖田が、14作目のシングルでついに選抜に入ったことを告げられる瞬間が描かれている。
本作は第40回香港国際映画祭の「I See it My Way」部門に正式出品され、2016年4月3日に記者会見と上映会が行われ、山本、矢倉、舩橋が登壇した。AKB48グループのドキュメンタリーシリーズで映画祭に出品されたのは本作が初めてである。

## スタッフ
- 監督：舩橋淳
- 企画：秋元康
- 製作：吉成夏子、大田圭二（東宝）、秋元伸介（秋元康事務所）、北川謙二（ノース・リバー）、井上啓輔、奥井剛平
- エグゼクティブプロデューサー：窪田康志
- プロデューサー：石原真、古澤佳寛、磯野久美子（秋元康事務所）、松村匠（AKS）、牧野彰宏（AKS）
- ラインプロデューサー：清水哲也
- 撮影：戸田義久
- 録音：近彰彦
- 編集：青木孝文
- 製作：AKS、東宝、秋元康事務所、ノース・リバー、NHKエンタープライズ、KYORAKU吉本.ホールディングス
- 配給：東宝映像事業部

## 主題歌
- NMB48「道頓堀よ、泣かせてくれ!」（作詞：秋元康、作曲：Akira Sunset、編曲：野中“まさ”雄一）